# Люксембург на «Евровидении-1956»
Люксембург дебютировал в «Евровидении 1956», проходившем в Лугано, Швейцария, 24 мая 1956 года. На конкурсе страну представила французская певица Мишель Арно, исполнившая две песни — «Ne Crois Pas», с которой выступила шестой, и «Les Amants De Minuit», выступив под номеров 13. Ни одна из песен не заняла первое место. Комментатором конкурса от Люксембурга в этом году стал Жак Навадик (Télé-Luxembourg).
Мишель Арно выступила в сопровождении оркестра под руководством Жака Лассри.
Мишель была отобрана телекомпанией Télé-Luxembourg в качестве представителя на первом конкурсе «Евровидение».

## Жюри от Люксембурга
Люксембург — единственная страна на «Евровидении-1956», члены жюри которой не смогли приехать на конкурс по финансовым причинам, поэтому швейцарскому жюри было разрешено голосовать от имени делегации Люксембурга.